# Pala (Txad)
Pala (en àrab بالا, Bālā) és una ciutat del Txad, capital de la regió de Maig-Kebbi Occidental. En la zona es parla la llengua fula. El bisbat catòlic romà de Pala va servir a la Prefectura de Mayo-Kebbi, en 1970, Pala incloïa 116.000 dels 160.000 catòlics del Txad.
Té la primera mina d'or del país, oberta per la companyia sud-coreana Afko. No obstant això, la recol·lecció de cotó és la principal indústria de la zona.
La ciutat es comunica amb l'exterior per l'aeroport de Pala.